# (8710) Hawley
(8710) Hawley (1994 JK9) – planetoida z pasa głównego asteroid okrążająca Słońce w ciągu 4,22 lat w średniej odległości 2,61 au. Odkryta 15 maja 1994 roku.